# Éclairage (photographie)

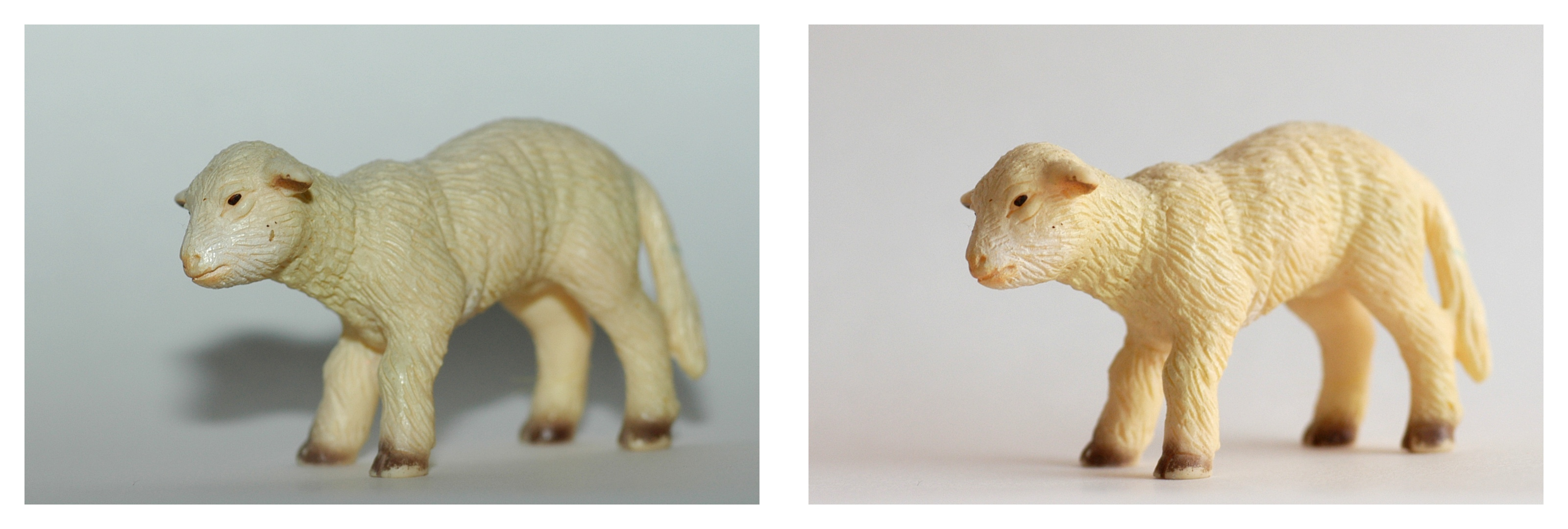
Différence d'éclairage entre flash direct et indirect

Pour l’article homonyme, voir Éclairage.
 (juillet 2025).
L'éclairage est, en photographie, l'ensemble des facteurs et des techniques qui affectent la luminosité et le contraste de la scène à photographier.
L'éclairage peut être naturel, en extérieur comme en intérieur, ou artificiel (produit par exemple par un flash). Il est caractérisé par son niveau, mesurable avec un luxmètre, un posemètre ou un flashmètre, et par sa qualité, appréciable suivant des critères esthétiques.
Le choix de l'éclairage est un élément subjectif qui s'accorde au genre photographique (paysage, portrait, nature morte...).

## Généralités
L'éclairage est un élément essentiel de la photographie puisque c'est la lumière qui vient impressionner la pellicule photographique ou le capteur numérique. 
L’éclairage se combine avec la sensibilité de l'élément sensible, la durée d'exposition, le réglage de l'ouverture du diaphragme, et l'utilisation éventuelle de filtres pour déterminer le rendu de la photographie.

## Lumière disponible
Plus connue sous son nom anglais de « available light » c'est la lumière naturelle, celle qui est très majoritairement employée par les photographes amateurs. Les appareils argentiques et les premiers appareils numériques étaient limités en sensibilité, soit par le grain des pellicules qui augmentait sur les films les plus sensibles (rarement plus de 800 ISO) soit par le bruit numérique des capteurs. Depuis les années 2010, les capteurs gèrent sans problème des sensibilités suffisamment élevées pour couvrir la plupart des cas courants.

## Éclairage artificiel
Les lumières artificielles diffèrent par leur source, continue (incandescence, tungstène ou LED) ou discontinue (flash électronique) et par la dimension de la source (allant d'une dizaine de cm de diamètre pour les petits projecteurs Fresnel comme les Mizar ou les Magis, à plus de 3 mètres de diamètre comme les 330 cm du modeleur FP de Broncolor en passant par toute la gamme de modeleurs de Profoto et d'Elinchrom).
La photographie au flash permet d'éclairer intensément une scène, avec le défaut d'un éclairage parfois trop violent qui donne des visages "cramés" et des yeux rouges. L'utilisation de flash indirect ou de réflecteurs permet de mieux modeler la lumière, le plus performant en la matière étant l'utilisation de flash de studio. L'éclairage trois points et l'éclairage Rembrandt sont des méthodes d'éclairage utilisées en photographie de portrait en studio.

## Qualité de l'éclairage
La lumière du soleil est toujours plus esthétique quand le soleil est relativement bas sur l'horizon (le matin ou le soir). Au contraire, le soleil de midi dont la lumière est très dure et qui tombe quasiment à la verticale en provoquant des ombres denses donne rarement de bonnes photos.
Il y a le même genre de différence entre la lumière d'un flash modelée par des réflecteurs ou des écrans et celle d'un flash direct.

## Articles annexes
- Effet yeux rouges